# Albo d'oro del campionato estone di calcio
La pagina elenca le squadre vincitrici del massimo livello del campionato estone di calcio.

## Albo d'oro

### Repubblica d'Estonia
Periodo 1918-1940
- 1921: Sport Tallinn
- 1922: Sport Tallinn
- 1923: Kalev Tallinn
- 1924: Sport Tallinn
- 1925: Sport Tallinn
- 1926: Tallinna Jalgpalli Klubi
- 1927: Sport Tallinn
- 1928: Tallinna Jalgpalli Klubi
- 1929: Sport Tallinn
- 1930: Kalev Tallinn
- 1931: Sport Tallinn
- 1932: Sport Tallinn
- 1933: Sport Tallinn
- 1934: Estonia Tallinn
- 1935: Estonia Tallinn
- 1936: Estonia Tallinn
- 1937-38: Estonia Tallinn
- 1938-39: Estonia Tallinn
- 1939-40: Olümpia Tartu

### II Guerra Mondiale
- 1941 : non disputato
- 1942: Tartu PSR
- 1943: Estonia Tallinn
- 1944 : non disputato

### Repubblica Socialista Sovietica Estone
- 1945: Dünamo Tallinn
- 1946: BLTSK
- 1947: Dünamo Tallinn
- 1948: BLTSK
- 1949: Dünamo Tallinn
- 1950: Dünamo Tallinn
- 1951: BLTSK
- 1952: BLTSK
- 1953: Dünamo Tallinn
- 1954: Dünamo Tallinn
- 1955: Kalev Tallinn
- 1956: BLTSK
- 1957: Kalev Ülemiste
- 1958: Kalev Ülemiste
- 1959: Kalev Ülemiste
- 1960: BLTSK
- 1961: Kalev Kopli
- 1962: Kalev Ülemiste
- 1963: Tempo Tallinn
- 1964: Norma Tallinn
- 1965: BLTSK
- 1966: BLTSK
- 1967: Norma Tallinn
- 1968: BLTSK
- 1969: Dvigatel Tallinn
- 1970: Norma Tallinn
- 1971: Tempo Tallinn
- 1972: BLTSK
- 1973: Kreenholm Narva
- 1974: Baltika Narva
- 1975: Baltika Narva
- 1976: Dvigatel Tallinn
- 1977: Baltika Narva
- 1978: Dünamo Tallinn
- 1979: Norma Tallinn
- 1980: Dünamo Tallinn
- 1981: Dünamo Tallinn
- 1982: Tempo Tallinn
- 1983: Dünamo Tallinn
- 1984: Estonia Jõhvi
- 1985: Kalakombinaat/MEK Pärnu
- 1986: Zvezda Tallinn
- 1987: Tempo Tallinn
- 1988: Norma Tallinn
- 1989: Zvezda Tallinn
- 1990: TVMK Tallinn
- 1991: TVMK Tallinn

### Post indipendenza
| Anno      | Vincitore            | Secondo posto    | Capocannoniere                                                               |
| --------- | -------------------- | ---------------- | ---------------------------------------------------------------------------- |
| 1992      | Norma Tallinn (1)    | EP Jõhvi         | Sergei Bragin (Norma Tallinn, 18 reti)                                       |
| 1992-1993 | Norma Tallinn (2)    | Flora Tallinn    | Sergei Bragin (Norma Tallinn, 27 reti)                                       |
| 1993-1994 | Flora Tallinn (1)    | Norma Tallinn    | Maksim Gruznov (Norma Tallinn, Tevalte Tallinn, 21 reti)                     |
| 1994-1995 | Flora Tallinn (2)    | Lantana Tallinn  | Sergej Morozov (Lantana Tallinn, 25 reti)                                    |
| 1995-1996 | Lantana Tallinn (1)  | Flora Tallinn    | Lembit Rajala (Flora Tallinn, 16 reti)                                       |
| 1996-1997 | Lantana Tallinn (2)  | Flora Tallinn    | Sergei Bragin (Lantana Tallinn, 18 reti)                                     |
| 1997-1998 | Flora Tallinn (3)    | Sadam Tallinn    | Konstantin Nahk (Sadam Tallinn, 18 reti)                                     |
| 1998      | Flora Tallinn (4)    | Sadam Tallinn    | Konstantin Nahk (Sadam Tallinn, 13 reti)                                     |
| 1999      | Levadia Maardu (1)   | Tulevik Viljandi | Toomas Krõm (Levadia Maardu, 19 reti)                                        |
| 2000      | Levadia Maardu (2)   | Flora Tallinn    | Toomas Krõm (Levadia Maardu, 24 reti) Egidijus Juška (TVMK Tallinn, 24 reti) |
| 2001      | Flora Tallinn (5)    | TVMK Tallinn     | Maksim Gruznov (Trans Narva, 37 reti)                                        |
| 2002      | Flora Tallinn (6)    | Levadia Maardu   | Andrei Krõlov (TVMK Tallinn, 37 reti)                                        |
| 2003      | Flora Tallinn (7)    | TVMK Tallinn     | Tor Henning Hamre (Flora Tallinn, 39 reti)                                   |
| 2004      | Levadia Tallinn (3)  | TVMK Tallinn     | Vjatšeslav Zahovaiko (Flora Tallinn, 28 reti)                                |
| 2005      | TVMK Tallinn (1)     | Levadia Tallinn  | Tarmo Neemelo (TVMK Tallinn, 41 reti)                                        |
| 2006      | Levadia Tallinn (4)  | Trans Narva      | Maksim Gruznov (Trans Narva, 31 reti)                                        |
| 2007      | Levadia Tallinn (5)  | Flora Tallinn    | Dmitri Lipartov (Trans Narva, 30 reti)                                       |
| 2008      | Levadia Tallinn (6)  | Flora Tallinn    | Ingemar Teever (Kalju Nõmme, 23 reti)                                        |
| 2009      | Levadia Tallinn (7)  | Kalev Sillamäe   | Vitali Gussev (Levadia Tallinn, 26 reti)                                     |
| 2010      | Flora Tallinn (8)    | Levadia Tallinn  | Sander Post (Flora Tallinn, 24 reti)                                         |
| 2011      | Flora Tallinn (9)    | Kalju Nõmme      | Aleksandrs Čekulajevs (Trans Narva, 46 reti)                                 |
| 2012      | Kalju Nõmme (1)      | Levadia Tallinn  | Vladislav Ivanov (Kalev Sillamäe, Trans Narva, 23 reti)                      |
| 2013      | Levadia Tallinn (8)  | Kalju Nõmme      | Vladimir Voskoboinikov (Kalju Nõmme, 23 reti)                                |
| 2014      | Levadia Tallinn (9)  | Kalev Sillamäe   | Evgenij Kabaev (Kalev Sillamäe, 36 reti)                                     |
| 2015      | Flora Tallinn (10)   | Levadia Tallinn  | Ingemar Teever (Levadia Tallinn, 24 reti)                                    |
| 2016      | Infonet (1)          | Levadia Tallinn  | Evgenij Kabaev (Kalev Sillamäe, 25 reti)                                     |
| 2017      | Flora Tallinn (11)   | Levadia Tallinn  | Albert Prosa (, 27 reti) Rauno Sappinen (Flora Tallinn, 27 reti)             |
| 2018      | Kalju Nõmme (2)      | Levadia Tallinn  | Liliu (Kalju Nõmme, 31 reti)                                                 |
| 2019      | Flora Tallinn (12)   | Levadia Tallinn  | Erik Sorga (Flora Tallinn, 31 reti)                                          |
| 2020      | Flora Tallinn (13)   | Paide            | Rauno Sappinen (Flora Tallinn, 26 reti)                                      |
| 2021      | Levadia Tallinn (10) | Flora Tallinn    | Henri Anier (Paide, 26 reti)                                                 |
| 2022      | Flora Tallinn (14)   | Levadia Tallinn  | Zakaria Beglarishvili (Levadia Tallinn, 21 reti)                             |
| 2023      | Flora Tallinn (15)   | Levadia Tallinn  | Tristan Koskor (Trans Narva, 16 reti)                                        |
| 2024      | Levadia Tallinn (11) | Paide            | Alex Tamm (Kalju Nõmme, 28 reti)                                             |

### Vittorie per squadra
| Club             | Vittorie | 2º | Stagioni                                                                                                |
| ---------------- | -------- | -- | --- |
| Flora Tallinn    | 15       | 7  | 1993-1994, 1994-1995, 1997-1998, 1998, 2001, 2002, 2003, 2010, 2011, 2015, 2017, 2019, 2020, 2022, 2023 |
| Levadia Tallinn  | 11       | 11 | 1999, 2000, 2004, 2006, 2007, 2008, 2009, 2013, 2014, 2021, 2024                                        |
| Kalju Nõmme      | 2        | 2  | 2012, 2018                                                                                              |
| Lantana Tallinn  | 2        | 1  | 1995-1996, 1996-1997                                                                                    |
| Norma Tallinn    | 2        | 1  | 1992, 1992-1993                                                                                         |
| TVMK Tallinn     | 1        | 3  | 2005 |
| Infonet          | 1        | 0  | 2016 |
| Sadam Tallinn    | -        | 2  | -----                                                                                                   |
| Kalev Sillamäe   | -        | 2  | -----                                                                                                   |
| Paide            | -        | 2  | -----                                                                                                   |
| Trans Narva      | -        | 1  | -----                                                                                                   |
| Tulevik Viljandi | -        | 1  | -----                                                                                                   |
| EP Jõhvi         | -        | 1  | -----                                                                                                   |

Le squadre in grigio non esistono più.
- Lantana Tallinn include Nikol Tallinn.
- Levadia Tallinn include Levadia Maardu.